# Puginier
Puginier är en kommun i departementet Aude i regionen Occitanien  i södra Frankrike. Kommunen ligger  i kantonen Castelnaudary-Nord som ligger i arrondissementet Carcassonne. År 2022 hade Puginier 154 invånare.

## Befolkningsutveckling
Antalet invånare i kommunen Puginier
Referens: INSEE